# Hymni
Gli Hymni (in italiano Inni) di Ambrogio di Milano, dottore della Chiesa, composti a partire dal 386, ricoprono un ruolo fondamentale nella storia della liturgia e della poesia cristiana occidentale.
Gli inni furono composti in quartine di dimetri giambici: degli innumerevoli componimenti a lui attribuiti dalla tradizione (San Benedetto nella sua Regola utilizza ambrosianus come sinonimo di "inno"), solo quattro sono sicuramente autentici: Aeterne rerum conditor, Deus creator omnium, Iam surgit hora tertia, Intende qui regis Israel. Tuttavia, vi è un ampio consenso degli studiosi anche riguardo l'autenticità ambrosiana per testo e musica di altri nove inni: i cristologici Splendor paternae gloriae (a cui allude Ambrogio stesso in un suo discorso), Illuminans Altissimus e Hic est dies verus Dei, ed i martirologici Agnes beatae virginis, Victor Nabor Felix pii, Grates tibi Iesu novas, Apostolorum passio, Apostolorum supparem e Amore Christi nobilis, espressione della sua propaganda in favore del culto dei martiri.
Secondo sant'Agostino, Ambrogio rimase strettamente fedele alla musica liturgica greca:
(Agostino d'Ippona, Confessiones, IX,7,15.)